# Karl Wilfert
Karl Wilfert, född den 1 juli 1907, död den 8 mars 1976, var en österrikisk-tysk ingenjör.
Efter studier i maskinteknik anställdes Wilfert av Steyr-Daimler-Puch 1926. 1929 gick han vidare till Daimler-Benz AG och från 1933 arbetade han på karossdivisionen i Sindelfingen. 1959 utsågs Wilfert till utvecklingschef för karosstillverkningen. Han är särskilt förknippad med SL-klassen, såsom Typ 190 SL och Typ 300 SL.
1973 utsågs Wilfert till hedersdoktor vid Technische Universität Wien. Han gick i pension 1974 och efterträddes då av Werner Breitschwerdt.